# Michiel van den Bos
Michiel "M.C.A." van den Bos (1975) è un compositore e musicista olandese.
Ha composto musica primariamente per videogiochi basati su tecnologia prodotta da Epic Games. Iniziò a comporre musica sul Commodore 64 e sull'Amiga prima di creare musica professionalmente. Il primo progetto a cui ha collaborato è Age of Wonders, e in seguito ha composto musica per Unreal, Unreal Tournament e Deus Ex.

## Videogiochi per cui ha composto musica
- 1998 – Unreal (inclusa l'espansione Return to Na Pali)
- 1999 – Age of Wonders
- 1999 – Unreal Tournament
- 2000 – Deus Ex
- 2007 – Overlord
- 2007 – Overlord: Raising Hell
- 2009 – Overlord: Dark Legend
- 2009 – Overlord II
- 2012 – Samurai Beatdown[1]
- 2014 – Age of Wonders III
- 2016 – Voidrunner[2]
- 2019 – Age of Wonders: Planetfall[3]
- 2023 – Age of Wonders 4

## Discografia
- 2014 – Taking the Fifth
- 2014 – Drifting Through Static
- 2020 – Conspiravision: Deus Ex Remixed